# Portuñol riverense

Dialectos del español uruguayo.

El dialecto portuñol riverense, también conocido como fronterizo, fronteiriço, riverense o misturado, es un dialecto del idioma portugués con fuerte influencia del castellano, presente en la región fronteriza del norte del Uruguay y sur del Brasil. Se habla en ciudades como Artigas, Quaraí, Bella Unión, Barra do Quaraí y más específicamente en la zona de las ciudades vecinas de Rivera (Uruguay) y Santana do Livramento (Brasil). A este tramo de la frontera se lo llama «Frontera de la Paz».

## Características generales
Como toda lengua, el portugués uruguayo es muy dinámico y heterogéneo, existiendo un continuo de dialectos que van desde el portugués brasileño «estándar» (brasilero, en portugués uruguayo) hasta el español rioplatense (castelhano, en portugués). Sin embargo, posee una variante que es la más utilizada, y que puede tomarse como base de estudio: esta se ubica geográficamente en la zona que tiene como centro las ciudades de Rivera y Santana do Livramento y se extiende por una franja de varios kilómetros a lo largo de la frontera. A esta variante se refiere este artículo, aunque de aquí en adelante será llamada simplemente portuñol o riverense, nombres por los cuales la identifican las personas que la hablan. 
La mayoría de los lingüistas clasifican al portuñol como un dialecto del portugués (más notablemente Adolfo Elizaincín, quien técnicamente lo llama DPU - dialecto portugués del Uruguay), aunque no existe un consenso. Lo que se puede decir con certeza es que, por recibir el aporte de dos idiomas, el portuñol es un dialecto muy rico, en el sentido de que tiene gran variedad de sinónimos y palabras más precisas para expresar connotaciones específicas, además de poseer una mayor riqueza fonética. El riverense no es una mezcla de dos idiomas. Es importante señalar que solamente los ciudadanos uruguayos utilizan tal dialecto, bilingüismo este que no ocurre del lado brasileño.

### Origen
El origen puede remontarse a la época de la colonización portuguesa en la región norte de Uruguay, en la cual no estaba bien definido a quién pertenecían estos territorios, pasando de una corona a la otra de manera sucesiva. No solamente el español tuvo influencia sobre el portugués uruguayo, sino también lo tuvieron las lenguas indígenas, en algunos casos; por ejemplo: gurí (niño), mamboretá (mantis religiosa), caracú (hueso de vaca).

## Ortografía y fonética
El riverense no tiene una ortografía definida formalmente, pero en este artículo se presentará una ortografía del portuñol de modo que sus fonemas puedan ser representados de la forma más exacta y consistente posible, destacando las características fonológicas de este dialecto. Cabe destacar que no todos los portuñol-parlantes utilizan la misma pronunciación para las mismas palabras (como ocurre también con muchas otras lenguas). Sin embargo, se elige la escritura que es más representativa de las características más frecuentes y distintivas.

### Fonemas y su representación ortográfica
Se elige una representación más cercana a la que se usaría si se tratara de transcribir los fonemas al idioma castellano (por ser este el idioma que se le enseña a los uruguayos, que es la nacionalidad de la mayoría de los que hablan este dialecto), excepto para los fonemas que no se pueden representar mediante el alfabeto castellano, como por ejemplo las vocales nasales.

#### Vocales castellanas
Las vocales castellanas son las que se pronuncian como las cinco vocales del idioma castellano:
| letra | AFI  | portuñol   | pronunciación (AFI) | español             | portugués       |
| ----- | ---- | ---------- | ------------------- | ------------------- | --------------- |
| a     | a    | papa       | ['papa]             | papa                | batata          |
| a     | a    | catarata   | [kata'ɾata]         | catarata            | catarata        |
| e     | e    | peshe      | ['peʃe]             | pez                 | peixe           |
| e     | e    | detergente | [deter'χente]       | detergente          | detergente      |
| i     | i, j | cisco      | ['sisko]            | mugre               | sujeira (cisco) |
| i     | i, j | niño       | ['niɲo]             | niño                | garoto          |
| i     | i, j | ciá        | [sja]               | cenar               | jantar (cear)   |
| o     | o    | ontonte    | [on'tonte]          | anteayer            | anteontem       |
| o     | o    | oio        | ['ojo]              | ojo                 | olho            |
| o     | o    | poso       | ['poso]             | pozo                | poço            |
| u     | u, w | yururú     | [ʒuɾu'ɾu]           | triste, melancólico | jururu, triste  |
| u     | u, w | nu         | [nu]                | en el               | no              |
| u     | u, w | acuá       | [a'kwa]             | ladrar              | latir           |

#### Vocales nasales
| AFI | letras  | portuñol | pronunciación (AFI) | español                     | portugués       |
| --- | ------- | -------- | ------------------- | --------------------------- | --------------- |
| ã | ã       | masã     | [ma'sã]             | manzana                     | maçã            |
| ã | ã       | lã       | [lã]                | lana                        | lã              |
| ã | ã       | sã       | [sã]                | sana (adj.)                 | sã              |
| ã | an (*)  | cansha   | ['kãʃa]             | cancha                      | campo esportivo |
| ẽ | en (*)  | pênsaũ   | ['pẽsaw̃]            | piensan                     | pensam          |
| ĩ | in (**) | intonce  | [ ĩ'tõse]           | entonces                    | então           |
| õ | õ       | garsõ    | [gar'sõ]            | mozo (de bar o restaurante) | garçom          |
| õ | õ       | tõ       | [tõ]                | tono                        | tom             |
| õ | on (*)  | intonce  | [ ĩ'tõse]           | entonces                    | então           |
| ũ, w̃ | ũ       | ũ        | [ũ]                 | uno                         | um              |
| ũ, w̃ | ũ       | cũtigo   | [kũ'tiɣo]           | contigo                     | contigo         |
| ũ, w̃ | ũ       | niñũ     | [ni'ɲũ]             | ninguno                     | nenhum          |
| ũ, w̃ | ũ       | maũ      | [maw̃ ]              | mano                        | mão             |
| (*) antes de s, sh, y, z, ce, ci. (**) antes de s, sh, y, z, ce, ci, o cuando es la primera sílaba de la palabra y no va seguida por ga, gue, gui, go, gu, ca, que, qui, co, cu o k. |         |          |                     |                             |                 |

Las vocales nasales son las que se pronuncian expirando parte del aire por la nariz y parte por la boca; no tienen correspondientes en español y generalmente derivan de palabras del portugués.
Es muy importante distinguir las vocales nasales, porque pueden cambiar totalmente el sentido de la palabra, como en los siguientes ejemplos:
- paũ [paw̃ (pan) y pau [paw] (palo)
- nũ [nũ] (en un) y nu [nu] (en el)
- nũa ['nũa] (en una) y núa ['nua] (desnuda)
- ũ [ũ] (un) y u [u] (el)
- cũ [kũ] (con) y cu [ku] (ano - palabra vulgar)
- ũs [ũs] (unos) y us [us] (los)

#### Vocales semiabiertas
| letra | AFI | portuñol | pronunciación (AFI) | español | portugués |
| ----- | --- | -------- | ------------------- | ------- | --------- |
| é     | ɛ   | té       | [tɛ]                | té      | chá       |
| é     | ɛ   | pél      | [pɛl]               | piel    | pele      |
| é     | ɛ   | véia     | ['vɛja]             | vieja   | velha     |
| ó     | ɔ   | fófóca   | [fɔ'fɔka]           | chisme  | fofoca    |
| ó     | ɔ   | póso     | ['pɔso]             | puedo   | posso     |

Son como las vocales e y o, pero pronunciadas de una forma más abierta, más cercana a la a.
Es muy importante distinguir las vocales abiertas (é, ó) porque pueden cambiar totalmente el sentido de la palabra, como en los siguientes ejemplos:
- avó [a'vɔ] (abuela) y avô [a'vo] (abuelo)
- véio ['vɛjo] (viejo) y veio ['vejo] (vino - del verbo ví [venir])
- véia ['vɛja] (vieja) y veía ['veja] (vena)
- póso ['pɔso] (puedo) y poso ['poso] (pozo)

#### Consonantes
En el siguiente cuadro, cuando se refiere al español o castellano, en realidad se está refiriendo a la variedad del castellano tal como es hablada en Uruguay, y cuando ser refiere al portugués, se está refiriendo la portugués brasilero y en particular al portugués gaúcho (del estado sureño de Río Grande do Sul).
| letra | AFI      | nombre         | descripción | ejemplos y contraejemplos |
| ----- | -------- | -------------- | --- | --- |
| b     | b, β     | be             | Representa el mismo fonema que en español y portugués. Siempre es bilabial. | bravo ['bɾaβo] (esp. enojado, port. zangado). |
| c     | k, s     | ce             | Cuando precede a una vocal o a una consonante distinta de h, se pronuncia igual que en español y portugués. Es decir, representa al fonema /k/ cuando es seguida por las vocales a, o, u, ã, õ, ũ, ó, o por una consonante distinta de h; y representa al fonema /s/ cuando precede a las vocales e, i, é.                                                  | cacimba [ka'simba] (esp. cachimba, port. cacimba). |
| ch    | ʧ        | ce hache, che  | Se pronuncia siempre como en español. Es equivalente al fonema representado por tch en portugués. | che [ʧe] (esp. che, port. tchê), bombacha [bom'baʧa] (ropa interior femenina), bombasha [bom'baʃa] (pantalón de gaucho). |
| d     | d, ð     | de             | Se pronuncia siempre como en español. Notar que nunca se pronuncia como en algunas zonas de Brasil, donde tiene un sonido dy ([dʒ]). | diploide [di'plojðe] (esp. diploide, port. diplóide [dʒi'plɔjdʒi]). |
| f     | f        | efe            | Representa al mismo fonema que en español y portugués. | |
| g     | g, ɣ, χ  | ge             | Cuando precede a las vocales a, o, u, ã, õ, ũ, ó, o a una consonante, representa al mismo sonido que en español y portugués. Cuando precede a las vocales e, i, é, representa al mismo sonido que la j castellana. | gagueyá [gaɣe'ʒa] (esp. tartamudear, port. gaguejar), geología [χeolo'χia] (esp. geología, port. geologia). |
| h     |          | hache          | Es muda, excepto cuando es precedida por una c o una s. En portuñol, solamente llevan h las palabras cuyas originales tanto en español como en portugués también la llevan. | hoye ['oʒe] (esp. hoy, port. hoje), oso ['oso] (esp. hueso, port. osso) |
| j     | χ        | jota           | Representa al mismo fonema que en español. | jirafa [χi'ɾɑfɑ] suena como en español y yirafa [ʒi'ɾafa] como en portugués (esp. jirafa, port. girafa) |
| k     | k        | ka             | Representa al mismo fonema que en español y portugués. | |
| l     | l        | ele            | Representa al mismo fonema que en español. Notar que en portugués, una l al final de una palabra puede pronunciarse como u. En riverense eso nunca sucede. | Brazil [bɾa'zil] (esp. y port. Brasil) |
| m     | m        | eme            | Representa al mismo fonema que en español. Notar que en portugués, una m al final de una palabra, por ejemplo, puede pronunciarse de varias formas distintas, dependiendo de las letras que la anteceden. | |
| n     | n, ŋ     | ene            | Representa al mismo fonema que en español, excepto en los casos señalados en el apartado sobre vocales nasalizadas. | amên [a'men] (esp. amén), amêñ [a'meɲ] (port. amém), inté [ ĩ'tɛ] (esp. hasta luego, port. até mais), sanga ['saŋga] (esp. zanja, port. trincheira) |
| ñ     | ɲ        | eñe            | Representa al mismo fonema que en español (y que en portugués se representa con nh). | niño ['niɲo] (esp. nido, port. ninho), carpiñ [kaɾ'piɲ] (esp. calcetín, port. meia), muñto ['muɲto] (esp. mucho, port. muito), ruñ [ruɲ] (esp. malo, port. ruim)                                                                                            |
| p     | p        | pe             | Representa al mismo fonema que en español y portugués. | |
| q     | k        | cu             | Representa al mismo fonema que en español y portugués. | |
| r     | r, ɾ     | erre, ere      | Representa al mismo par de fonemas que en español. | |
| s     | s, z     | ese            | Representa al mismo fonema que en español; excepto si se encuentra al final de una palabra y la palabra siguiente comienza con vocal, o si se encuentra antes de una consontante sonora. En estos dos últimos casos se transforma fonéticamente al equivalente a la z portuguesa. Se articula con la punta de lengua dirigida hacia los dientes superiores. | asesino [ase'sino] (esp. asesino, port. assassino), leído como en portugués sería azezino [aze'zino], palabra que no existe en portuñol; más flaco [mas'flako] (esp. más flaco, port. mais magro), más gordo [maz'ɣordo] (esp. más gordo, port. mais gordo) |
| sh    | ʃ        | ese hache, she | Representa al mismo fonema que en portugués se representa por ch (o sea, es la sh inglesa) | shuva ['ʃuva] (esp. lluvia, port. chuva); aflósha [a'flɔʃa] (esp. no molestes, port. não perturbe) |
| t     | t        | te             | Representa al mismo fonema que en español. Notar que en portugués a veces se la pronuncia como la ch castellana, o también como ty. | tímidamente ['timiða'mente] (port. timidamente ['ʧimida'menʧi]). |
| v     | v        | ve             | Representa al mismo fonema que en portugués. Su articulación es labiodental, o más raramente, levemente bilabial, aproximando los labios pero sin que se toquen como en el caso de la b. | vaso ['vaso] (esp. vaso, port. copo), si se pronunciara como en español, quedaría baso ['baso] (esp. bazo, port. baço) |
| w     | w        | doblevê        | Se utiliza en las palabras que provienen del inglés, y se pronuncia u, aunque conviene utilizar la norma ortográfica del portuñol para las palabras extranjeras que ya forman parte de este lenguaje | whisky o uísqui ['wiski] (esp. güisqui o whisky, port. uísque), show o shou [ʃow] (esp. espectáculo, port. espetáculo, concerto o show). |
| x     | ks       | equis, shis    | Representa al fonema /ks/. | excelente [ekse'lente] (excelente) |
| y     | ʒ, j     | ye, í griega   | Es igual que en español rioplatense; siendo consonante, excepto al final de una palabra que termina con diptongo o triptongo, donde adquiere el mismo sonido que la vocal i. | yurá [ʒu'ɾa] (esp. jurar; port. jurar); Uruguay [uɾu'ɣwaj] (port. Uruguai); yacaré [ʒaka'ɾɛ] (esp. yacaré, port. jacaré) |
| z     | z        | ceta           | Representa al mismo fonema que en portugués. Es decir, a diferencia de la s, es sonora (provoca vibración de las cuerdas vocales), como imitando el zumbido de una mosca o abeja. | caza ['kaza] (esp. casa, port. casa); casa ['kasa] (esp. caza, port. caça) |
| zy    | z, zʒ, ʒ | ceta ye        | Se usa en palabras que tienen un fonema que varía continuamente entre z y y (según el interlocutor). | cuazye ['kwazʒe] (esp. casi, port. quase); ezyemplo [e'zʒemplo] (esp. ejemplo, port. exemplo). |

### Reglas de acentuación ortográfica
El acento prosódico es la mayor fuerza con que pronunciamos una sílaba en una palabra. La sílaba acentuada se denomina tónica, y átonas las restantes. Por su acento las palabras se dividen en:
- Agudas: las que están acentuadas en la última sílaba: asador, cantá (cantar), sabê (saber), numerô (numeró), algũ (alguno).
- Graves: las acentuadas en la penúltima sílaba: caza (casa), canta, sabe, numéro (número).
- Esdrújulas: las acentuadas en la antepenúltima sílaba: esplêndido (espléndido), helicôptero (helicóptero), número.
- Sobresdrújulas: las acentuadas alguna sílaba anterior a la antepenúltima: dêbilmente (débilmente), pacíficamente, insínemelo (enséñemelo).

El acento ortográfico es la forma de representar al acento prosódico, y en riverense consiste en una tilde (´) (también llamado acento agudo) o un acento circunflejo (^). El acento circunflejo se usa cuando la vocal fuerte de la sílaba tónica es la letra "e" cerrada o la letra "o" cerrada (o sea, la "e" y la "o", pronunciadas como en español). En el resto de los casos se usa la tilde.
Pero no todas las palabras llevan acento ortográfico; y no siempre las tildes se utilizan para representar el acento prosódico, sino que también para representar una vocal abierta ("é", "ó"), como se mencionó en la sección anterior (aunque generalmente ambos usos coinciden).

#### Palabras que llevan acento ortográfico
- Las palabras agudas de más de una sílaba terminadas en vocal (excepto las terminadas en "saũ") o terminadas en las consonantes "n", "s" o "ñ": gurí (niño), bombiá (mirar), comê (comer), shulé (olor a pies), Tarzán, tambêñ (también), estrês (estrés), pensaũ (pensión).
- Las palabras graves terminadas en "saũ" y las no terminadas en vocal, ni en las consonantes "n", "s" o "ñ": pênsaũ (piensan), mártir, frágil.
- Todas las palabras esdrújulas y sobresdrújulas: aritmêtica, fácilmente.
- Todos los infinitivos: í (ir), ví (venir), sê (ser), tê (tener), dá (dar), pô (poner), vê (ver), carpí (carpir), iscuiambá ("hacer lío")

#### Reglas especiales de acentuación ortográfica
- Monosílabos. Por regla general se escriben sin tilde (si no son verbos en infinitivo); no obstante, cuando dos monosílabos son iguales en cuanto a la forma pero cumplen distinta función, uno de ellos (generalmente el tónico) lleva tilde:
  - te (pronombre personal), té (sustantivo), tê (verbo): "Eu vo tê que te da té da India." [ew vo 'te ke te 'ða 'tɛ ða 'indja] ("Voy a tener que darte té de la India.")
  - siñ (preposición), síñ (adverbio de afirmación): "Síñ, siñ ele." ['siɲ si'ɲele] ("Sí, sin él.")
  - dê (conjugación del verbo dá [dar]), de (preposición): "Me dê ũ de cada ũ." [me 'ðe 'ũ ðe 'kaða 'ũ] ("Deme uno de cada uno.").
  - dá (verbo), da (preposición): "Eu vo tê que te da té da India." [ew vo 'te ke te 'ða 'tɛ ða 'indja] ("Voy a tener que darte té de la India.")
  - saũ (son), sáũ (sano), Saũ (San): "Us pensamento de Saũ Francisco saũ sáũ." [us pẽsa'mento ðe 'saw̃ fɾã'sisko saw̃ 'saw̃] ("Los pensamientos de San Francisco son sanos.")
  - cũá [kw̃a] (con la; contracción de cũ a), cũa ['kũa] (con una; contracción de cũ ũa) "¿Cũá miña o cũa dele?." ("¿Con la mía o con una suya?")
- Tilde que indica hiato. Cuando en una palabra concurren una de las vocales fuertes ("a", "e" u "o") y una de las vocales débiles ("i" o "u") acentuada, no se produce diptongo. Para indicar la falta de diptongo (hiato) se coloca tilde sobre la vocal "i" o "u": María [ma'ɾia], reúna [re'una], baúl [ba'ul], fía ['fia] (hija), ladrío [la'ðɾio] (ladrillo), garúa [ga'ɾua], saí [sa'i] (salir).

## Gramática

### Conjugación verbal
Los verbos se clasifican en cuatro tipos según la terminación de su infinitivo:
1. 1. 1.ª conjugación - verbos terminados en á.
  2. 2.ª conjugación - verbos terminados en ê.
  3. 3.ª conjugación - verbos terminados en í.
  4. 4.ª conjugación - verbos terminados en ô.

El portuñol tiene tanto verbos regulares como irregulares.

#### Verbos regulares

##### Tiempos simples
| c o n j | Modo Indicativo                 | Modo Indicativo | Modo Indicativo | Modo Indicativo | Modo Indicativo      | Modo Indicativo             | Modo Indicativo | Modo Indicativo       | Subjuntivo      | Subjuntivo                                 | Subjuntivo       | Imperativo |
| c o n j | inf. part. ger.                 | persona         | persona         | presente        | pretérito imperfecto | pretérito imperfecto simple | futuro          | condicional           | presente        | pretérito imperfecto                       | futuro           | Imperativo |
| ------- | ------------------------------- | --------------- | --------------- | --------------- | -------------------- | --------------------------- | --------------- | --------------------- | --------------- | ------------------------------------------ | ---------------- | ---------- |
| 1ª - á  | amá (amar) amado amando         | 1ªs             | eu              | amo             | amava                | amey                        | amarey          | amaría                | ame             | amase, amara                               | amá              |            |
| 1ª - á  | amá (amar) amado amando         | 2ªs             | tu              | ama             | amava                | amaste                      | amarás          | amaría                | ame             | amase, amara                               | amá              | ama        |
| 1ª - á  | amá (amar) amado amando         | 3ªs             | ele             | ama             | amava                | amô                         | amará           | amaría                | ame             | amase, amara                               | amá              | ame        |
| 1ª - á  | amá (amar) amado amando         | 1ªp             | nós             | amamos, amemo   | amávamos, amava      | amamos, amemo               | amaremos        | amaríamos, amaría     | amemos, ame     | amásemos, amáramos, amase, amara           | amarmos, amá     | amemos     |
| 1ª - á  | amá (amar) amado amando         | 2ªp             | vocês           | amaũ            | amavaũ               | amaraũ                      | amaráũ          | amaríaũ               | ameñ            | amaseñ, amaran                             | amareñ           | ameñ       |
| 1ª - á  | amá (amar) amado amando         | 3ªp             | eles            | amaũ            | amavaũ               | amaraũ                      | amaráũ          | amaríaũ               | ameñ            | amaseñ, amaran                             | amareñ           | ameñ       |
| 2ª - ê  | temê (temer) temido temendo     | 1ªs             | eu              | temo            | temía                | temí                        | temerey         | temería               | tema            | temese, temera                             | temê             |            |
| 2ª - ê  | temê (temer) temido temendo     | 2ªs             | tu              | teme            | temía                | temiste                     | temerás         | temería               | tema            | temese, temera                             | temê             | teme       |
| 2ª - ê  | temê (temer) temido temendo     | 3ªs             | ele             | teme            | temía                | temêu                       | temerá          | temería               | tema            | temese, temera                             | temê             | tema       |
| 2ª - ê  | temê (temer) temido temendo     | 1ªp             | nós             | tememos         | temíamos, temía      | temimos, tememo             | temeremos       | temeríamos, temería   | temamos, tem-a  | temêsemos, temêramos, temese, temera       | temermos, temê   | temamos    |
| 2ª - ê  | temê (temer) temido temendo     | 2ªp             | vocês           | temeñ           | temíaũ               | temeraũ                     | temeráũ         | temeríaũ              | temaũ           | temeseñ, temieran                          | temereñ          | temaũ      |
| 2ª - ê  | temê (temer) temido temendo     | 3ªp             | eles            | temeñ           | temíaũ               | temeraũ                     | temeráũ         | temeríaũ              | temaũ           | temeseñ, temieran                          | temêreñ          | temaũ      |
| 3ª - í  | partí (partir) partido partindo | 1ªs             | eu              | parto           | partía               | partí                       | partirey        | partiría              | parta           | partise, partiera                          | partí            |            |
| 3ª - í  | partí (partir) partido partindo | 2ªs             | tu              | parte           | partía               | partiste                    | partirás        | partiría              | parta           | partise, partiera                          | partí            | parte      |
| 3ª - í  | partí (partir) partido partindo | 3ªs             | ele             | parte           | partía               | partíu                      | partirá         | partiría              | parta           | partise, partiera                          | partí            | parta      |
| 3ª - í  | partí (partir) partido partindo | 1ªp             | nós             | partimos        | partíamos, partía    | partimos                    | partiremos      | partiríamos, partiría | partamos, parta | partísemos, partiéramos, partise, partiera | partirmos, partí | partamos   |
| 3ª - í  | partí (partir) partido partindo | 2ªp             | vocês           | parteñ          | partíaũ              | partiraũ                    | partiráũ        | partiríaũ             | partaũ          | partiseñ, partieran                        | partireñ         | partaũ     |
| 3ª - í  | partí (partir) partido partindo | 3ªp             | eles            | parteñ          | partíaũ              | partiraũ                    | partiráũ        | partiríaũ             | partaũ          | partiseñ, partieran                        | partireñ         | partaũ     |
| 4ª - ô  | pô (poner) posto pondo          | 1ªs             | eu              | poño            | puña                 | pús                         | porey           | poría                 | poña            | puzése, puzéra                             | pô               |            |
| 4ª - ô  | pô (poner) posto pondo          | 2ªs             | tu              | poñ             | puña                 | puzéste                     | porás           | poría                 | poña            | puzése, puzéra                             | pô               | poñ        |
| 4ª - ô  | pô (poner) posto pondo          | 3ªs             | ele             | poñ             | puña                 | pôs                         | porá            | poría                 | poña            | puzése, puzéra                             | pô               | poña       |
| 4ª - ô  | pô (poner) posto pondo          | 1ªp             | nós             | pomos           | púñamos, puña        | puzemos                     | poremos         | poríamos, poría       | poñamos, poña   | puzésemos, pusiêramos, puzése, puzéra      | pormos, pô       | poñamos    |
| 4ª - ô  | pô (poner) posto pondo          | 2ªp             | vocês           | poñ             | puñaũ                | puzéraũ                     | poráũ           | poríaũ                | poñaũ           | puzéseñ, pusieran                          | poreñ            | poñaũ      |
| 4ª - ô  | pô (poner) posto pondo          | 3ªp             | eles            | poñ             | puñaũ                | puzéraũ                     | poráũ           | poríaũ                | poñaũ           | puzéseñ, pusieran                          | poreñ            | poñaũ      |

Observaciones
- En la segunda persona del singular de los modos indicativo y subjuntivo, también se conjuga agregando una "s" al final de la palabra. Ejemplos: tu ama --> tu amas; tu temería --> tu temerías; tu poña --> tu poñas; tu partise --> tu partises.
- En la primera persona de plural (en todos los modos) también se conjuga quitando la "s" final. Ejemplos: nós poremos --> nós poremo; nós temíamos --> nós temíamo; nós amásemos --> nós amásemo; partamos --> partamo (imperativo).
- Las observaciones anteriores también valen para los verbos irregulares.
- El verbo pô tiene un verbo sinónimo ponê, que es irregular.

##### Tiempos compuestos
- Pretérito perfecto de indicativo

Se forma con el pretérito simple del verbo tê (tener) o del verbo havê (haber), más el participio del verbo en cuestión.
Ejemplos: Eu teño amado. Eu he amado. Tu teñ partido. Nós hemos temido.
- Pretérito pluscuamperfecto de indicativo

Se forma con el pretérito imperfecto del verbo tê o del verbo havê, más el participio del verbo en cuestión.
Ejemplos: Eu tiña amado. Eu havía amado. Tu tiña partido. Nós havíamo temido.
- Futuro compuesto

Se forma con el presente del verbo í (ir), más el infinitivo del verbo en cuestión. Esta forma es más usada que el futuro simple.
Ejemplos: Eu vo amá. Tu vay partí. Nós vamo temé. Eles vaũ pô.
- Futuro perfecto de indicativo

Se forma con el futuro simple del verbo tê o del verbo havê, más el participio del verbo en cuestión.
Ejemplos: Eu terey amado. Eu havrey amado. Tu terá partido. Nós havremos temido.
- Condicional perfecto

Se forma con el condicional simple del verbo tê o del verbo havê, más el participio del verbo en cuestión.
Ejemplos: Eu tería amado. Eu havría amado. Tu tería partido. Nós havríamos temido. Vocês havríaũ posto.
- Pretérito perfecto de subjuntivo

Se forma con el pretérito simple del verbo tê (tener) o del verbo havê (haber), más el participio del verbo en cuestión.
Ejemplos: Eu teña amado. Eu haya amado. Tu teña partido. Nós hayamos temido.
- Pretérito pluscuamperfecto de subjuntivo

Se forma con el pretérito imperfecto del verbo tê o del verbo havê, más el participio del verbo en cuestión.
Ejemplos: Eu tivése amado. Eu huvése amado. Tu tivése partido. Nós huvésemos temido.
- Futuro perfecto de subjuntivo

Se forma con el futuro simple del verbo tê o del verbo havê, más el participio del verbo en cuestión.
Ejemplos: Eu tivé amado. Eu huvé amado. Tu tivé partido. Nós havermos temido.

#### Verbos irregulares
Son los verbos que no siguen las reglas de conjugación anteriores, que fueron dadas para los verbos regulares.
Algunos verbos irregulares:

##### Tê (tener)
| Modo Indicativo       | Modo Indicativo | Modo Indicativo | Modo Indicativo | Modo Indicativo      | Modo Indicativo             | Modo Indicativo | Modo Indicativo | Subjuntivo    | Subjuntivo                           | Subjuntivo     | Imperativo |
| inf. part. ger.       | persona         | persona         | presente        | pretérito imperfecto | pretérito imperfecto simple | futuro          | condicional     | presente      | pretérito imperfecto                 | futuro         | Imperativo |
| --------------------- | --------------- | --------------- | --------------- | -------------------- | --------------------------- | --------------- | --------------- | ------------- | ------------------------------------ | -------------- | ---------- |
| tê (tener) tido tendo | 1ªs             | eu              | teño            | tiña                 | tive                        | terey           | tería           | teña          | tivése, tivéra                       | tivé           |            |
| tê (tener) tido tendo | 2ªs             | tu              | teñ             | tiña                 | tivéste                     | terás           | tería           | teña          | tivése, tivéra                       | tivé           | teñ        |
| tê (tener) tido tendo | 3ªs             | ele             | teñ             | tiña                 | teve                        | terá            | tería           | teña          | tivése, tivéra                       | tivé           | teña       |
| tê (tener) tido tendo | 1ªp             | nós             | temos           | tíñamos, tiña        | tivemos                     | teremos         | teríamos, tería | teñamos, teña | tivésemos, tivéramos, tivése, tivéra | tivérmos, tivé | teñamos    |
| tê (tener) tido tendo | 2ªp             | vocês           | teñ             | tiñaũ                | tivéraũ                     | teráũ           | teríaũ          | teñaũ         | tivéseñ, tuvieran                    | tivéreñ        | teñaũ      |
| tê (tener) tido tendo | 3ªp             | eles            | teñ             | tiñaũ                | tivéraũ                     | teráũ           | teríaũ          | teñaũ         | tivéseñ, tuvieran                    | tivéreñ        | teñaũ      |

##### Sê (ser)
| Modo Indicativo     | Modo Indicativo | Modo Indicativo | Modo Indicativo | Modo Indicativo      | Modo Indicativo             | Modo Indicativo | Modo Indicativo | Subjuntivo    | Subjuntivo           | Subjuntivo | Imperativo |
| inf. part. ger.     | persona         | persona         | presente        | pretérito imperfecto | pretérito imperfecto simple | futuro          | condicional     | presente      | pretérito imperfecto | futuro     | Imperativo |
| ------------------- | --------------- | --------------- | --------------- | -------------------- | --------------------------- | --------------- | --------------- | ------------- | -------------------- | ---------- | ---------- |
| sê (ser) sido sendo | 1ªs             | eu              | so              | éra                  | fuy                         | serey           | sería           | seya          | fose                 | sê         |            |
| sê (ser) sido sendo | 2ªs             | tu              | é               | éra                  | foste                       | serás           | sería           | seya          | fose                 | sê, for    | sê         |
| sê (ser) sido sendo | 3ªs             | ele             | é               | éra                  | foy                         | será            | sería           | seya          | fose                 | sê, for    | seya       |
| sê (ser) sido sendo | 1ªp             | nós             | somos, semos    | éramos, éra          | fomos, fumos                | seremos         | seríamos, sería | seyamos, seya | fôsemos, fose        | sermos     | seyamos    |
| sê (ser) sido sendo | 2ªp             | vocês           | saũ             | éraũ                 | foraũ                       | seráũ           | seríaũ          | seyaũ         | foseñ                | sereñ      | seyaũ      |
| sê (ser) sido sendo | 3ªp             | eles            | saũ             | éraũ                 | foraũ                       | seráũ           | seríaũ          | seyaũ         | foseñ                | sereñ      | seyaũ      |

##### Í (ir)
| Modo Indicativo | Modo Indicativo | Modo Indicativo | Modo Indicativo | Modo Indicativo      | Modo Indicativo             | Modo Indicativo | Modo Indicativo | Subjuntivo    | Subjuntivo                 | Subjuntivo | Imperativo     |
| inf. part. ger. | persona         | persona         | presente        | pretérito imperfecto | pretérito imperfecto simple | futuro          | condicional     | presente      | pretérito imperfecto       | futuro     | Imperativo     |
| --------------- | --------------- | --------------- | --------------- | -------------------- | --------------------------- | --------------- | --------------- | ------------- | -------------------------- | ---------- | -------------- |
| í (ir) ido indo | 1ªs             | eu              | vo              | ía                   | fuy                         | irey            | iría            | vaya          | fose, ise                  | í          |                |
| í (ir) ido indo | 2ªs             | tu              | vay             | ía                   | foste                       | irás            | iría            | vaya          | fose, ise                  | í, for     | vay            |
| í (ir) ido indo | 3ªs             | ele             | vay             | ía                   | foy                         | irá             | iría            | vaya          | fose, ise                  | í, for     | vaya           |
| í (ir) ido indo | 1ªp             | nós             | vamos           | íamos, ía            | fomos, fumos                | iremos          | iríamos, iría   | vayamos, vaya | fôsemos, fose, isemos, ise | irmos      | vayamos, vamos |
| í (ir) ido indo | 2ªp             | vocês           | vaũ             | íaũ                  | foraũ                       | iráũ            | iríaũ           | vayaũ         | foseñ, iseñ                | ireñ       | vayaũ          |
| í (ir) ido indo | 3ªp             | eles            | vaũ             | íaũ                  | foraũ                       | iráũ            | iríaũ           | vayaũ         | foseñ, iseñ                | ireñ       | vayaũ          |

##### Tá (estar)
| Modo Indicativo       | Modo Indicativo | Modo Indicativo | Modo Indicativo | Modo Indicativo      | Modo Indicativo             | Modo Indicativo | Modo Indicativo | Subjuntivo    | Subjuntivo           | Subjuntivo | Imperativo |
| inf. part. ger.       | persona         | persona         | presente        | pretérito imperfecto | pretérito imperfecto simple | futuro          | condicional     | presente      | pretérito imperfecto | futuro     | Imperativo |
| --------------------- | --------------- | --------------- | --------------- | -------------------- | --------------------------- | --------------- | --------------- | ------------- | -------------------- | ---------- | ---------- |
| tá (estar) tado tando | 1ªs             | eu              | to              | tava                 | tive                        | tarey           | taría           | teya          | tivése               | tê         |            |
| tá (estar) tado tando | 2ªs             | tu              | ta              | tava                 | tivéste                     | tarás           | taría           | teya          | tivése               | tê         | tate       |
| tá (estar) tado tando | 3ªs             | ele             | ta              | tava                 | teve                        | tará            | taría           | teya          | tivése               | tê         | teya       |
| tá (estar) tado tando | 1ªp             | nós             | tamos, temo     | távamos, tava        | tivemos                     | taremos         | taríamos, taría | teyamos, teya | tivésemos, tivése    | tarmos     | teyamos    |
| tá (estar) tado tando | 2ªp             | vocês           | taũ             | tavaũ                | tivéraũ                     | taráũ           | taríaũ          | teyaũ         | tivéseñ              | tareñ      | teyaũ      |
| tá (estar) tado tando | 3ªp             | eles            | taũ             | tavaũ                | tivéraũ                     | taráũ           | taríaũ          | teyaũ         | tivéseñ              | tareñ      | teyaũ      |